# Премия Арчибальда
Премия Арчибальда (англ. Archibald Prize) — самая престижная австралийская художественная награда, вручаемая портретистам. Была учреждена в 1919 году по завещанию австралийского журналиста Жюля Арчибальда. Впервые премия была вручена в 1921 году Уильяму Беквиту Макиннесу за портрет Гарольда Дэсбрау-Эннёра. Условиями вручения премии является то, что номинируемый портрет должен быть написан австралийским художником не ранее чем за год до вручения приза и являть собой изображение человека, внёсшего выдающийся вклад в искусство, литературу, науку или политику.